# Astronium gracile
Astronium gracile är en sumakväxtart som beskrevs av Adolf Engler. Astronium gracile ingår i släktet Astronium och familjen sumakväxter. Utöver nominatformen finns också underarten A. g. acuminatum.